# Amin al-Hafiz
Amīn al-Ḥāfiẓ (in arabo أمين الحافظ‎?; Aleppo, 17 dicembre 1921 – Aleppo, 17 dicembre 2009) è stato un generale e politico siriano, nonché un membro di spicco del Ba'th, segretario regionale della fazione siriana del partito, Primo ministro e Presidente della Repubblica.

## Carriera

### Gioventù
Al-Ḥāfiẓ (o al-Ḥāfeẓ) nacque ad Aleppo. Entrò come ufficiale nell'esercito siriano, e prese parte alla guerra arabo-israeliana del 1948.
Il suo primo impegno politico fu nel 1958, quando fece parte della delegazione dell'esercito siriano che si recò in visita al Presidente egiziano Gamāl ʿAbd al-Nāṣṣer. I due Stati si erano fusi nel febbraio in un'unica entità, la Repubblica Araba Unita, e al-Ḥāfiẓ fu assegnato al Cairo.
L'unione nel settembre 1961 fallì su pressante richiesta della parte siriana nel settembre e come risultato il nuovo regime siriano inviò al-Ḥāfiẓ all'estero, in Argentina, per assumere l'incarico di Addetto militare.

### Ascesa al potere
Amīn al-Ḥāfiẓ portò a segno nel 1963 un colpo di Stato contro il governo siriano e insediò subito un Consiglio del Comando rivoluzionario, di cui egli assunse la guida. Tale organismo di vertice era dominato dalla branca siriana del partito panarabo Baʿth e al-Ḥāfiẓ divenne il nuovo Presidente della Siria. In tale veste, egli avviò riforme in senso socialista e avvicinò il Paese al Blocco orientale.

#### L'affare Eli Cohen

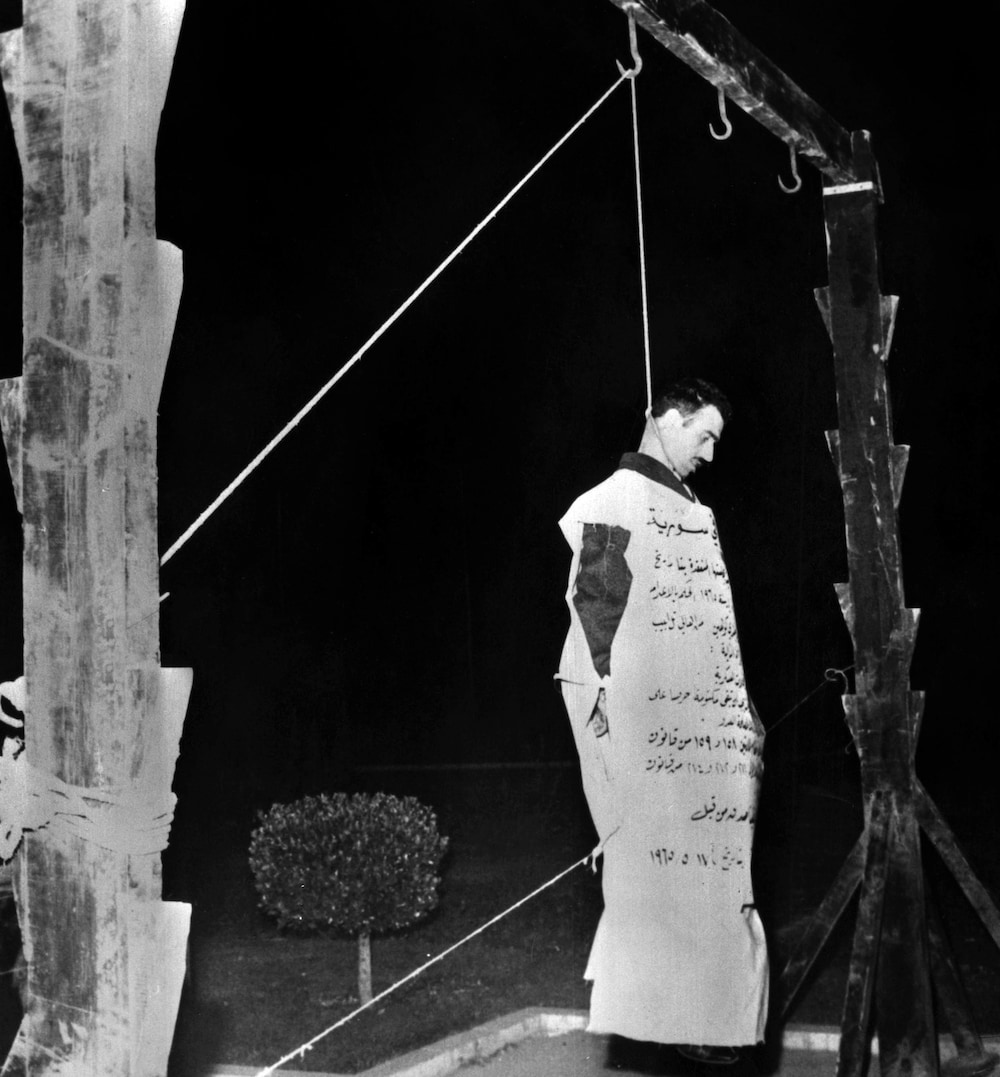
L'impiccagione pubblica di Eli Cohen a Damasco il 18 maggio 1965.

Durante il suo "esilio" a Buenos Aires, al-Ḥāfiẓ divenne amico di un presunto commerciante libanese, di nome Kāmil Amīn Thābit, che ignorava essere in realtà un ebreo egiziano di Alessandria diventato agente del Mossad, di nome Eli Cohen. Thābit/Cohen giunse in Siria ai primi del 1962, un anno prima del rientro di al-Ḥāfiẓ, e subito cominciò a trasmettere al suo governo informazioni sui piani siriani riguardanti Israele.
Da Presidente, al-Ḥāfiẓ si preoccupò di nominare Thābit/Cohen vice-ministro della Difesa ed eventualmente suo successore. Fece con lui un giro ricognitivo delle fortificazioni segrete sulle Alture del Golan e, quando Cohen si scoprì essere una spia nel gennaio del 1965, al-Ḥāfiẓ lo interrogò di persona e ordinò l'arresto di 500 dei suoi amici che occupavano posti d'un certo rilievo. Malgrado gli appelli lanciati da Francia, Belgio e Canada per un atto di clemenza, al-Ḥāfiẓ fece condannare Cohen alla pubblica impiccagione a Damasco ed essa fu così portata a compimento il 18 maggio del 1965.

### Caduta
Il 23 febbraio 1966 fu rovesciato da un colpo di Stato dell'ala più radicale del partito Baʿth, guidata dal Capo di Stato maggiore, il gen. Ṣalāḥ Jadīd. Un avvertimento in extremis fu trasmesso dal Presidente Gamāl ʿAbd al-Nāṣṣer a Nasīm al-Safarjilānī (Segretario generale del Consiglio presidenziale), nella prima mattina del Colpo di Stato. Esso mise in luce la rivalità tra la fazione "regionalistica" (quṭrī) del Baʿth che faceva capo a Jadīd, che sosteneva gli ideali della "Grande Siria" e l'ala panaraba più tradizionalistica di al-Ḥāfiẓ, definita "nazionalistica" (qawmī). I sostenitori di Jadid erano visti, con una buona dose di approssimazione, come lo schieramento di sinistra, ma il colpo di Stato fu appoggiato e guidato anche da ufficiali appartenenti alle minoranze religiose siriane, specialmente dagli Alawiti e dai Drusi, mentre al-Ḥāfiẓ apparteneva al di gran lunga maggioritario Sunnismo.

### Esilio e ritorno in patria
Dopo il colpo di Stato, al-Ḥāfiẓ visse in esilio, dapprima in Iraq, poi in Egitto, fino al 2005, quando gli fu permesso discretamente di rientrare in Siria. Morì nella sua città natale il 17 dicembre del 2009, nel preciso giorno del suo ottantottesimo compleanno.